# دواین جانسون
دواِین داگلاس جانسون (انگلیسی: Dwayne Douglas Johnson؛ زادهٔ ۲ مهٔ ۱۹۷۲) که با نام د راک (انگلیسی: The Rock) نیز شناخته می‌شود، بازیگر و کشتی‌گیر حرفه‌ای پیشین کانادایی-آمریکایی است. او یکی از برترین ستارگان تاریخ کشتی حرفه‌ای به‌شمار می‌رود که در طول فعالیت‌اش در دبلیودبلیوئی به قهرمانی‌های گوناگون دست پیدا کرد. او همچنین یکی از موفق‌ترین و پردرآمدترین بازیگران جهان است، به گونه‌ای که فیلم‌های او در سراسر جهان بیش از ۱۲٫۵ میلیارد دلار فروش داشته است. جانسون در سال‌های ۲۰۱۶ و ۲۰۱۹ از سوی مجله تایم به عنوان یکی از ۱۰۰ شخصیت تأثیرگذار جهان معرفی شد.
جانسون در دانشگاه میامی، فوتبال آمریکایی را فراگرفت و در یک دوره مسابقات ملی برنده شد، سپس در تیمی در لیگ برتر بازی کرد. او در سال ۱۹۹۵ لیسانس خود را در رشته جرم‌شناسی و فیزیولوژی از دانشگاه میامی دریافت کرد و فارغ‌التحصیل شد. هنگامی که از تیم دانشگاهی فوتبال آمریکایی اخراج شد، در سال ۱۹۹۶ به تمرین کشتی کچ روی آورد. در سال ۱۹۹۷ او مانند پدرش راکی جانسون به یک کشتی‌گیر حرفه‌ای تبدیل شد. جانسون اولین قهرمانی خود را در دبلیو. دبلیو. ای در ۱۹۹۸ کسب کرد. او تا ۲۰۰۴ در این رشته فعالیت کرد و پس از چند سال دوری، در ۲۰۱۱ بار دیگر در دبلیودبلیوئی به رقابت پرداخت. او هنگام کناره‌گیری از این رشته در ۲۰۱۹، دو قهرمانی قاره‌ای، دو قهرمانی تگ تیم جهان و ۱۰ قهرمانی انفرادی جهان را به دست آورد.
جانسون از سال ۱۹۹۹ به حرفه بازیگری در سینمای هالیوود و تلویزیون روی آورد. فیلم‌هایی مانند پادشاه عقرب، سربلند (۲۰۰۴) و مختصر و مفید او را به عنوان یک بازیگر به شهرت رساند. از دیگر فیلم‌های معروف و موفق او نقشه بازی، اسمارت را بگیر، مسابقه تا کوه جادوگران، پری دندان، سریع‌تر، سریع و خشمگین ۵ و دنباله‌هایش۶ و ۷، سفر ۲: جزیره اسرارآمیز، هرکول، جی. آی. جو: تلافی، جومانجی: به جنگل خوش آمدید و جومانجی: مرحله بعدی، رمپیج، آسمان خراش و هابز و شاو هستند. او همچنین مجموعه فوتبالیست‌ها را برای شبکهٔ اچ‌بی‌او تولید کرد که درآن مجموعه به ایفای نقش نیز پرداخته است. این مجموعه تلویزیونی کمدی که در پنج فصل پخش شده است، یکی از پربیننده‌ترین‌های اچ‌بی‌او در سال‌های اخیر است.

## کشتی کج
جانسون پس از ترک فوتبال آمریکایی، در سال ۱۹۹۶ در چند مسابقه فدراسیون کشتی دبلیو دبلیو ای حاضر شد و قراردادی را امضا کرد. پس از آن تصمیم گرفت کشتی کج را به صورت جدی و حرفه ای دنبال کند.
همه خانواده جانسون کشتی‌کج کار بودند از جمله پدر و پدر بزرگ و دایی‌هایش و عموهایش.

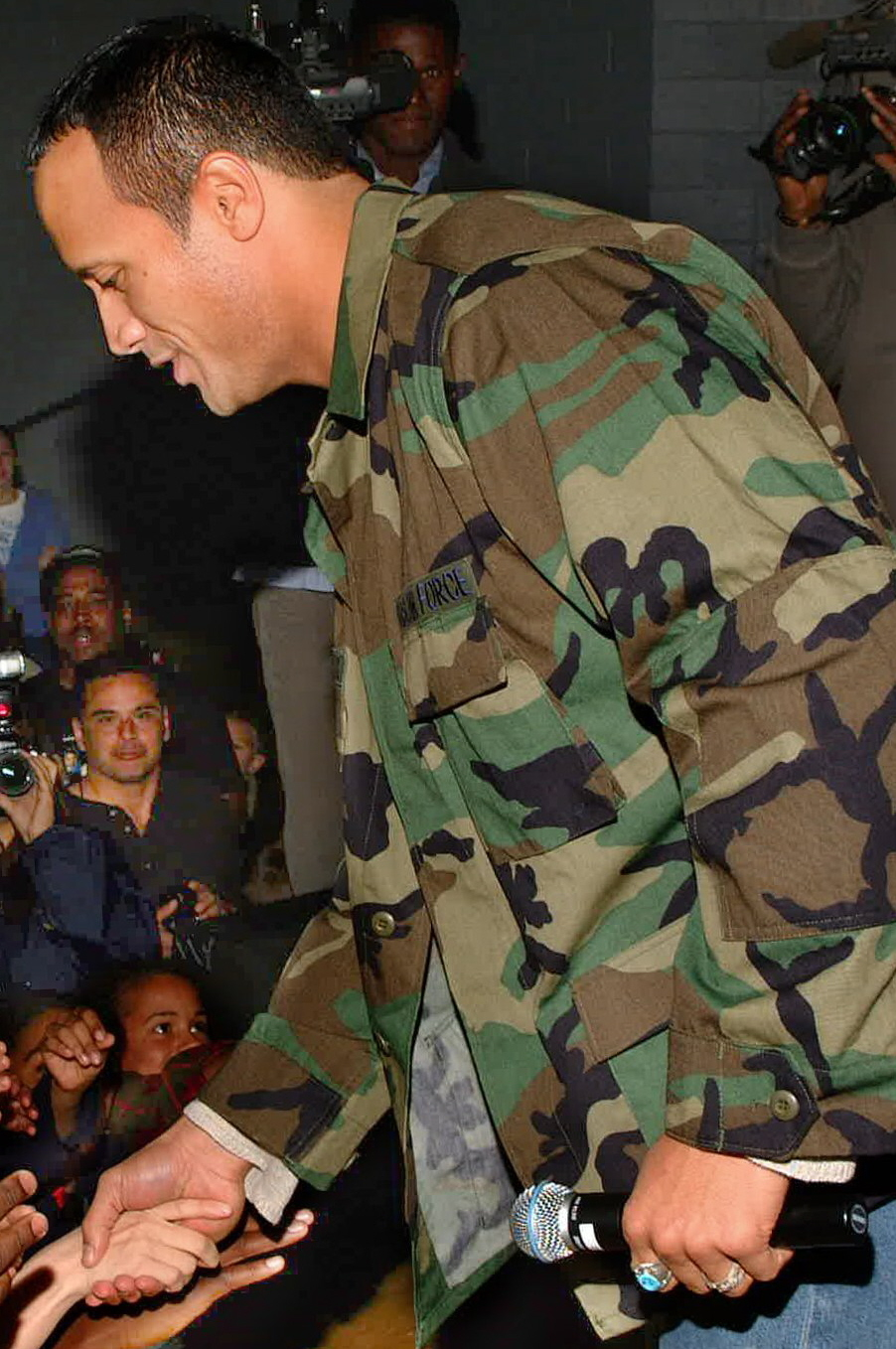

## ورود به عرصه سینما
او در سال ۲۰۰۱ در اولین فیلم خود باعنوان بازگشت مومیایی ظاهر شد و موفقیت او در این فیلم باعث شد تا دومین فیلم خود یعنی پادشاه عقرب را بازی کند. جانسون به خاطر دریافت دستمزد ۵/۵ میلیون دلاری برای حضور در این فیلم، رکورد بالاترین دستمزد برای اولین حضور در یک فیلم را شکست و این رکورد در کتاب رکوردهای گینس به ثبت رسید. فیلم‌های معروف او عبارت اند از: هرکول، سن آندریاس، سریع و خشمگین ۸، اطلاعات مرکزی، گارد ساحلی و سریع و خشمگین: هابز و شاو.
گفتنی است جانسون با دریافت ۶۴/۵ میلیون دلار دستمزد در سال ۲۰۱۶ از سوی مجله فوربز گران‌ترین بازیگر جهان شناخته می‌شود. مجموع فروش گیشه تمام فیلم‌های او تقریباً ۹ میلیارد دلار برآورد شده که متوسط فروش هر فیلم اخیرش از سال ۲۰۱۵ تا کنون به ۶۰۰ میلیون دلار می‌رسد.

## در رسانه
پس از ورود به حرفه بازیگری، دواین جانسون توانست بیش از پیش محبوبیت کسب کند به طوری که او هم‌اکنون در اکانت اینستاگرام خود ۳۲۵ میلیون فالوور (دنبال‌کننده) دارد. مجله فوربز در سال ۲۰۱۳ در لیست سالانه قدرتمندترین افراد مشهور، جانسون را در رتبه ۲۵ ام ذکر کرد و سال ۲۰۱۶ لیست سالانه تایم ۱۰۰ او را بانفوذترین فرد جهان نامید و همچنین، مجله عضله و تناسب اندام از او به عنوان «مرد قرن» یاد کرده است. دواین جانسون دارای رکورد بیشترین سلفی با طرفدارانش می‌باشد چراکه او در خلال اکران فیلم «سن اندریاس» در ۳ دقیقه بیش از ۱۰۵ سلفی با طرفدارانش انداخت و همان سال این رکورد در گینس ثبت شد.

## سیاست

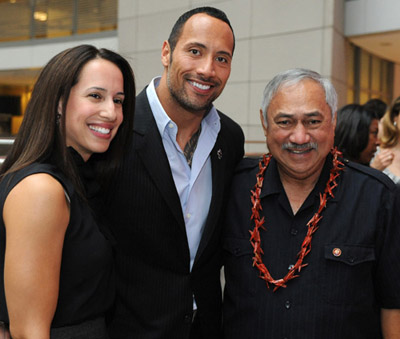
دواین جانسون به همراه همسرش و نماینده کنگره، انی فالئوماواگا.

دواین جانسون در حزب جمهوری‌خواه ثبت نام کرد اما در انتخابات ریاست جمهوری سال ۲۰۰۸ و ۲۰۱۲ به باراک اوباما نامزد حزب دموکرات رای داد. او اکنون از لحاظ سیاسی مستقل است و در جریان انتخابات ریاست جمهوری ۲۰۱۶ آمریکا اظهار داشت که به نامزد هیچ حزبی رای نخواهد داد.
در سال ۲۰۱۶ خبرهایی مبنی بر نامزد شدن دواین جانسون برای انتخابات ریاست جمهوری ۲۰۲۰ آمریکا منتشر شد و جانسون آن را تأیید کرده بود اما پس از چند ماه اعلام کرد که منصرف شده و برای انتخابات آینده اقدام نخواهد کرد. جانسون در این رابطه افزود که ممکن است نامزد انتخابات ریاست جمهوری ۲۰۲۴ شود و سازمانی با عنوان «راک را پیش ببر» تأسیس کرده تا بتواند با کمیسیون انتخابات فدرال همکاری کند.

## دیدگاه ها
دواین جانسون در صفحه شخصی خود در مورد جنایات جنگی اسرائیل نوشت: من شرارت‌های زیادی را در فیلمنامه‌های هالیوود دیده‌ام، اما هیچ‌کدام با آنچه اسرائیل در غزه انجام می‌دهد قابل مقایسه نیست.

## ثروت
جانسون بارها در فهرست پردرآمدهای هالیوود قرار گرفته و ثروت تجمیع شده از بازی در فیلم‌ها یا حضور در شوهای کشتی کج مثل راو و اسمک داون او را به یکی از ثروتمندترین چهره‌ها تبدیل کرده است.
در سال ۲۰۱۸ نام دواین جانسون در لیست ۱۰۰ ستاره ثروتمند فوربز قرار گرفت و به عنوان پنجمین چهره پردرآمد بعد از جودیث شایندلن، کایلی جنر، جرج کلونی و فلوید می‌ودر شناخته شد. در سال ۲۰۲۰ در همان لیست جانسون دهمین ستاره پردرآمد شناخته شد. 
ارزش خالص دارایی‌های او در سال ۲۰۲۲ میلادی حدود ۴۰۰ میلیون دلار برآورد شد.

### شرکت فیلمسازی
جانسون به همراه همسر سابقش دنی گارسیا یک استودیوی فیلم به نام seven bucks productions که در لغت به معنی هفت دلار است را اداره می‌کند که اکثراً پروژه‌های خودش را تولید می‌کند. جانسون در مصاحبه ای با مجله آمریکایی اسکوایر دربارهٔ دلیل این نام‌گذاری گفت: این به زمانی برمی‌گردد که از کالگاری استامپدِر لیگ فوتبال کانادا اخراج شدم و در آن شرایط سخت فقط هفت دلار در جیبم مانده بود.

### لیگ فوتبال آمریکایی XFL
در سال ۲۰۲۰ لیگ فوتبال آمریکایی ایکس. اف. ال درپی توقف بازی‌های فصلش به دلیل شیوع ویروس کرونا اعلام ورشکستگی کرد. دواین جانسون به همراه دنی گارسیا و گری کاردینال با هزینه ۱۵ میلیون دلار این لیگ را خریداری کردند.
هشت تیم در این لیگ به رقابت می‌پردازند و تاکنون مخاطبان زیادی را به خود جذب کرده‌اند.

## فعالیت‌های نیکوکاری
جانسون درسال ۲۰۰۶ یک موسسه خیریه به نام بنیاد دواین جانسون تأسیس کرد که هدف آن کمک به مبتلایان کودک به بیماری‌های لاعلاج بود. در ۲ اکتبر ۲۰۰۷ دواین جانسون و همسر سابقش دنی گارسیا، یک میلیون دلار به منظور نوسازی امکانات به دانشگاه میامی اهدا کردند. در پی توفند هاروی در سال ۲۰۱۷ او ۲۵۰ هزار دلار به منظور امدادرسانی اهدا کرد.

## زندگی شخصی

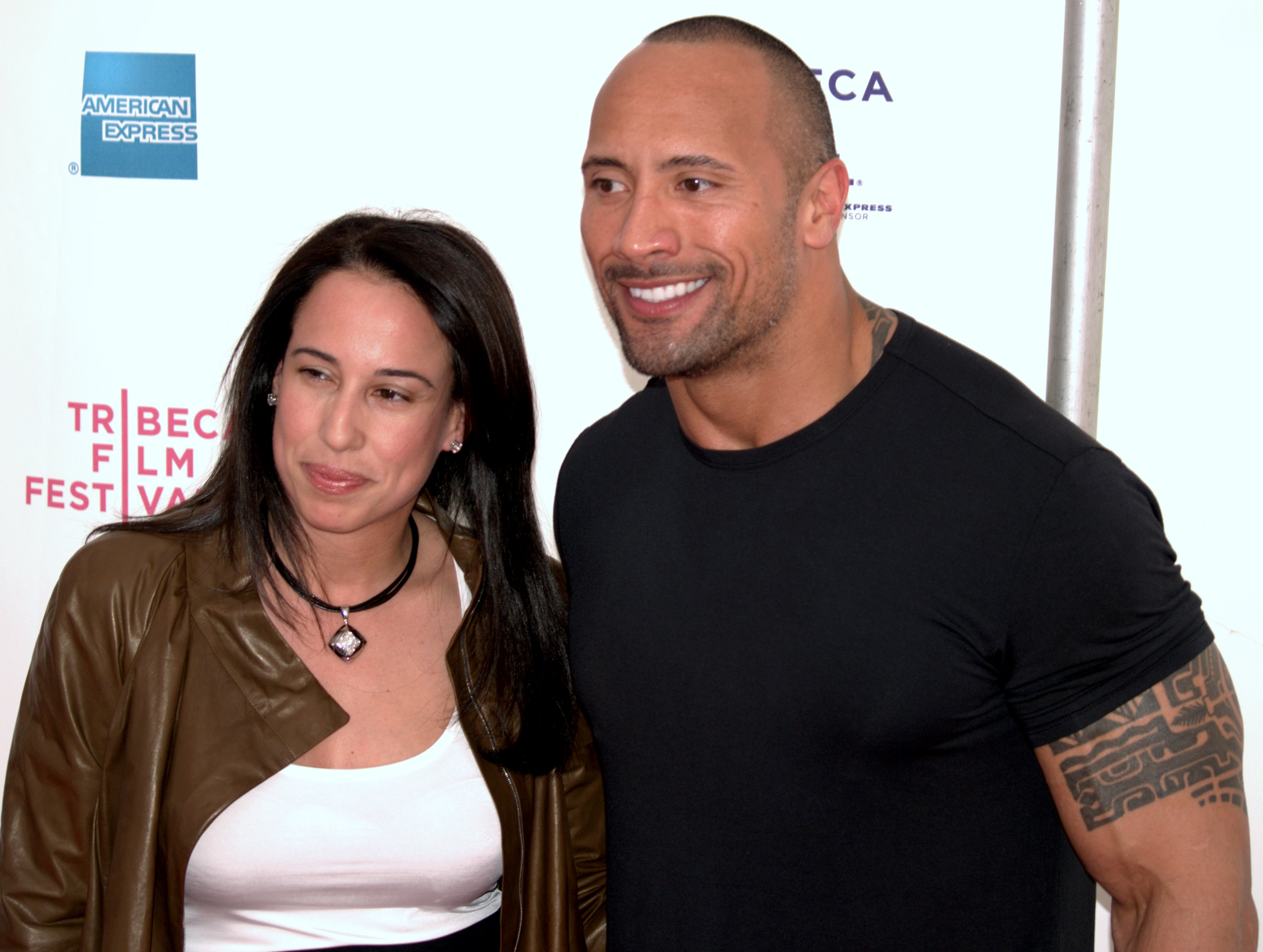
دواین جانسون و همسر سابقش دنی گارسیا در جشنواره فیلم تریبکا ۲۰۰۹ وبلاگ عکاس در مورد این عکس.

جانسون در ۳ مه ۱۹۹۷ با دنی گارسیا ازدواج کرد. دختر آن‌ها سیمون در اوت ۲۰۰۱ به دنیا آمد. در سال ۲۰۰۷ دواین جانسون و دنی گارسیا از هم جدا شدند. بعد از آن در سال ۲۰۱۹ جانسون با لورن هاشیان (دختر سیب هاشیان، درامر گروه راک بوستون) ازدواج کرد که حاصل آن دو دختر بود. در ۲۰۱۴ جانسون خانه‌ای در ساوت‌وست رنچز واقع در ایالت فلوریدا و یک خانه در لس آنجلس کالیفرنیا خریداری کرد. وی همچنین صاحب یک مزرعه در ویرجینیا است.
 در ۲۰۲۰ دواین جانسون اعلام کرد دخترش سیمون آموزش کشتی‌کج را در مراکز دبلیودبلیوای آغاز کرده و با این شرکت قرارداد بسته است.

## جوایز
- جایزه سینمایی و تلویزیونی ام‌تی‌وی
- نام برده شده در فهرست صد شخص بانفوذجهان توسط مجله تایم[۳۷]
- جایزه برگزیده نوجوانان ۲۰۱۸و ۲۰۱۷و۲۰۰۱
- جایزه تمشک طلایی بدترین بازیگر
- جایزه ایمیج
- جوایز برگزیده کودکان نیکلودین۲۰۱۸و ۲۰۱۷و۲۰۱۳
- نام برده شده در فهرست ۱۰۰ نفر از مؤثرترین افراد جهان توسط مجله تایم ۲۰۱۶
- ستاره پیاده‌روی مشاهیر هالیوود ۲۰۱۷[۳۸]
- جایزه برگزیده مردم ۲۰۱۶و ۲۰۱۷
- ۲۰۱۶Shorty Awards[۳۹]
- مجله پیپل ۲۰۱۶[۴۰]
- مستر المپیا ۲۰۱۶[۴۱]
- Muscle & Fitness
- جایزه انجمن ملی صاحبان سینما ۲۰۱۲
- NCAAF National Championship۱۹۹۱